# Höhere Internatsschule
Eine Höhere Internatsschule war eine österreichische Internatsschule. Es gab zuletzt vier derartiger Institute auf Bundesebene (Höhere Internatsschule des Bundes, HIB). Seit der Jahrtausendwende werden diese auf Landesebene verwaltet, es handelt sich aber um keine eigenständige Schulform mehr, es sind durchwegs gymnasiale Formen, die Bezeichnung steht für das Internat oder als Schulname.

## Geschichte
Die zunächst sechs derartigen österreichischen Anstalten, die besonders begabten Kindern unabhängig von den Einkommensverhältnissen der Eltern und dem Wohnort den Besuch einer höheren Schule ermöglichen sollten, wurden 1919 von Otto Gloeckel an Standorten früherer Kadettenschulen und Offizierstöchterinstitute als Staatserziehungsanstalten gegründet und ab 1920 verfassungskonform Bundeserziehungsanstalten (BEA) genannt. Ursprünglich waren sie direkt dem Unterrichtsministerium unterstellt, gehörten also zu den Zentrallehranstalten (ZLA).
Die vier nach dem Zweiten Weltkrieg wieder eingerichteten Schulen wurden 1976 in Höhere Internatsschulen des Bundes (HIB) umbenannt und werden seit dem Jahre 1982 koedukativ geführt. Seit Anfang des 21. Jahrhunderts sind für die HIB wie für andere Schulen die jeweiligen Landesschulräte zuständig.

## Standorte heute
- Höhere Internatsschule des Bundes Wien (Musisches Gymnasium), Wien-Landstraße, Boerhaavegasse: seit 1919, ehemals für Mädchen, ab Anfang der 1980er-Jahre auch für Knaben, vormals k.k. Franz-Joseph-Militärakademie
- BG/BORG Graz Liebenau (mit Internat, ex HIB Liebenau), Steiermark: 1919 bis 1935 und seit 1947, ehemals für Knaben
- BRG Schloss Traunsee, Altmünster, Oberösterreich, seit 1946, ehemals für Mädchen, Koedukation erst seit 1982
- Bundesgymnasium und Sportrealgymnasium Saalfelden, Land Salzburg, seit 1956, ehemals für Knaben, seit Mitte der 1970er-Jahre Koedukation

## Frühere Standorte
- Wiener Neustadt, für Knaben, 1919 bis 1934,[4] davor und danach Theresianische Militärakademie
- Wien-Hernals, für Mädchen, 1919 hervorgegangen aus dem k.u.k. Officierstöchter-Erziehungs-Institut Hernals,
1934 eingegliedert in die BEA Boerhaavegasse.
- Wien-Breitensee, für Knaben, 1919 hervorgegangen aus k.k. Infanterie-Kadettenschule, ab 1939 Napola, heute Kommandogebäude Theodor Körner
- Traiskirchen, für Knaben, 1919 bis 1938; derzeit Flüchtlingslager Traiskirchen